# پیرانتل
پیرانتل (به انگلیسی: Pyrantel) با فرمول شیمیایی C۱۱H۱۴N۲S یک ترکیب شیمیایی با شناسه پاب‌کم ۷۰۸۸۵۷ است. که جرم مولی آن ۲۰۶٫۳۱ g/mol می‌باشد. 